# 李相燁
李相燁（1983年5月8日—），韓國男演員，出生於京畿道光明市。2007年以演員身份拍攝電視劇出道，期間持續出演不同戲劇作品及綜藝節目。

## 個人生活
為家中獨生子也是唯一孫兒，父母是慶尚道人，其中父親是工程師，從事建築行業；外祖父김종진（音譯：金宗振）是韓國財閥浦項鋼鐵兼東國製鋼的前會長。

### 感情
2013年8月，承認跟女演員孔賢珠的戀情，此後公開交往；兩人於2016年8月分手。2023年9月25日，宣布将与圈外女性結婚；次年3月24日，在首尔举行了婚礼。

### 其他
2009年，原定出演《善德女王》，但因入伍而辭演。
2017年，首次出演《Running Man》；而從2017年12月至2018年7月的大半年時間中，他出演了合共28集中的14集（其中有2次是被成員隨機選中為臨時找來出演的），成為出演次數最多的嘉賓，亦從而提升自身海外知名度。
出道前在漢陽大學商學院就讀，他曾在節目中坦言本來打算從事企業管理方面的工作，直到20多歲才意外開始接觸到演藝相關知識和培訓，繼而轉到同所大學的戲劇電影學系。
自出道以來，他習慣無間斷地接下不同性質的演藝工作，除了兵役期外甚少有長時間的空白期。近年除了戲劇和綜藝節目外，因有人收看《Interview Game》後覺得他聲線聽起來柔和舒服，因此他間中也會作客電台節目和進行主持活動。

## 演藝經歷
小時候在教堂表演話劇的時候，李相燁看到他母親在觀眾席上笑得十分開心，於是從那刻起他就有了成為演員的夢想，可是後來因父母的強烈反對曾想過放棄。及後在漢陽大學就讀經營學系時，他為了完成作業因而在Sidus HQ網站註冊了帳戶，同時隨手報名新人徵選活動，最後成功被錄取並意外以《幸福的女人》一劇出道。
2009年3月，以陸軍身份加入第102機甲旅團服役，於2011年1月退伍。
退伍後，陸續接演《住在清潭洞》、《Midas》和《雷普利小姐》。翌年，他飾演《善良的男人》中單戀女主角的律师而開始受到大眾關注。
2013年，出演《張玉貞，為愛而生》並飾演東平君一角，同年憑《愛能給別人嗎》獲得MBC演技大獎新人獎。
2015年，出演《青鳥之家》。
2016年，特別演出《Signal》中看似平凡單純卻其實因童年陰影而變得冷血無情的便利店連環殺人犯，是他自出道以來的首個反派角色。此外，他特別出演《Doctors》中一名在婚禮當日失去妻子的丈夫一角；同時接演《Master－麵條之神》一個悲情人物，及《老婆這週要出牆》中的開朗活潑製作人。
2017年，出演《當你沉睡時》中的邪惡陰險律師李侑凡，以極強存在感及令人深刻的惡角演技獲得很好的反響，同年奪得SBS演技大獎的男子優秀演技獎，知名度上升。
2018年，多次以嘉賓身份出演《Running Man》，亦有數次被李光洙和Haha誘騙上節目；當中跟李光洙、Haha和宋智孝的對馬島計步器比賽中表現出不下於固定成員的超卓綜藝感和適應力，令知名度大大提升，同時開始收到更多綜藝節目主持邀約；同年，出演《死的讚美》以及《頂級巨星柳白》。
2019年，出演改編自日劇的《平日下午3點的戀人》，飾演一名因婚姻生活不順而出軌的學校教師，該劇亦是他出道12年以來首度擔任男主角的劇集，細膩的眼神和內心演技受到認可；除外也是《傻瓜們的監獄生活》及《西伯利亞先遣隊》的固定成員。
2020年，出演SBS劇集《Good Casting》以及KBS週末劇《結過一次了》。在《結過一次了》中，他和劇中弟弟李相二自然有趣的互動得到廣大觀眾的喜愛和共鳴，亦憑劇奪得KBS演技大獎的長篇電視劇男子優秀演技獎、男子人氣獎，以及APAN Star Awards的連續劇男子最優秀演技賞。
2021年，參演劇集《直到瘋狂》並飾演一名現實和善於拉攏人事關係的辦公室組長；以及作為兩部綜藝節目《第六感2》和《全國各地Cook》的固定成員。其中在《第六感2》中被其他成員無視和欺負，以及被另一主持Jessi突如其來的表白令他受到觀眾的關注。年末憑劇奪得MBC演技大獎的迷你劇部門男子優秀演技獎。
2022年，接演劇集《夏娃的醜聞》並飾演一個不惜為愛情而犧牲的國會議員；同時繼續成為《第六感3》固定成員。10月起擔任音樂綜藝節目《Artistock Game》的主持人，是自出道以來首次單獨主持整部綜藝節目。

## 影視作品

### 電視劇
| 年份     | 電視台                       | 電視劇名稱                         | 角色        | 備註            |
| -------- | ---------------------------- | ---------------------------------- | ----------- | --------------- |
| 2007年   | KBS2                         | 幸福的女人                         | 金耀漢      | 配角            |
| 2008年   | MBC                          | 大象                               | 朱相燁      | 主演            |
| 2008年   | KBS1                         | 大王世宗                           | 李珦        | 配角            |
| 2008年   | OCN                          | 戀愛高手                           | 成日        | 配角            |
| 2008年   | MBC                          | 那個人要來了                       |             | 特別出演        |
| 2009年   | KBS N KNN                    | 她的風格                           | 尹碩宇      | 配角            |
| 2011年   | SBS                          | Midas                              | 韓章碩      | 配角            |
| 2011年   | MBC                          | 雷普利小姐                         | 河哲振      | 配角            |
| 2011年   | MBC                          | 絕不認輸                           | 連亨柱      | 特別出演        |
| 2011年   | JTBC                         | 住在清潭洞                         | 李相燁      | 主演            |
| 2012年   |                              |                                    |             | 主演            |
| TV Tokyo | 戀愛的Maison～Rainbow Rose～ | 韓世吾                             |             | 主演            |
| KBS2     | 善良的男人                   | 朴俊河                             | 配角        |                 |
| 2013年   | SBS                          | 張玉貞，為愛而生                   | 李杭        | 主演            |
| 2013年   | JTBC                         | 皇家別墅                           |             | 特別出演        |
| 2013年   | MBC                          | 世界上最偉大的事                   | 約翰·哈里斯 | 特備劇·主角     |
| 2013年   | MBC                          | Drama Festival－我媽媽爸爸奶奶安娜 |             | 獨幕劇·特別出演 |
| 2013年   | MBC                          | 愛能給別人嗎                       | 鄭在民      | 主演            |
| 2014年   | 中國                         | 變身花美男                         | 高興        | 主演            |
| 2015年   | KBS2                         | 青鳥之家                           | 張賢道      | 主演            |
| 2016年   | tvN                          | Signal                             | 金振宇      | 特別出演        |
| 2016年   | KBS2                         | Master－麵條之神                   | 朴泰廈      | 主演            |
| 2016年   | SBS                          | Doctors                            | 金宇振      | 特別出演        |
| 2016年   | KBS2                         | Drama Special－快樂的我的家        | 康星民      | 獨幕劇·主角     |
| 2016年   | JTBC                         | 老婆這週要出牆                     | 安俊英      | 主演            |
| 2017年   | KBS2                         | Drama Special－你其實近在咫尺      | 崔宇鎮      | 獨幕劇·主角     |
| 2017年   | SBS                          | 當你沉睡時                         | 李侑凡      | 主演            |
| 2018年   | SBS                          | 死的讚美                           | 金弘基      | 特別出演        |
| 2018年   | tvN                          | 頂級巨星柳白                       | 崔馬石      | 主演            |
| 2019年   | Channel A                    | 平日下午3點的戀人                  | 尹正宇      | 主演            |
| 2020年   | KBS2                         | 結過一次了                         | 尹奎珍      | 主演            |
| 2020年   | SBS                          | Good Casting                       | 尹錫浩      | 主演            |
| 2020年   | KBS2                         | Drama Special－戀愛的痕跡          | 鄭智燮      | 獨幕劇·主角     |
| 2021年   | Naver TV                     | 今天也很和平的中古“國家”           | 前男友      | 特別出演        |
| 2021年   | MBC                          | 直到瘋狂                           | 韓世權      | 主演            |
| 2022年   | tvN                          | 流星                               | 都志赫      | 特別出演        |
| 2022年   | tvN                          | 夏娃的醜聞                         | 徐恩平      | 主演            |
| 2023年   | KBS2                         | 純情拳擊手                         | 金泰英      | 主演            |
|          |                              | Genie, Earth                       | 吳圭泰      | 主演            |

### 電影
| 年份   | 電影名稱       | 角色       | 備註     |
| ------ | -------------- | ---------- | -------- |
| 2008年 | 曾是超人的男子 | 秀晶的男友 | 特別出演 |
| 2008年 | 第六年戀愛中   | 尹碩       | 配角     |
| 2011年 | 賺錢羅曼史     | 楊光宇     | 配角     |
| 2012年 | 胡桃鉗3D       | 胡桃鉗     | 配角     |
| 2013年 | 流感           | 炳佑       | 配角     |
| 2014年 | 前任攻略       | 朴恩浩     | 主演     |
| 2018年 | 惡鄰布局       | 金志城     | 配角     |
| 2020年 | 我死去的那天   | 朴亨俊     | 配角     |

### 舞台劇
| 日期                  | 標題       | 角色  | 場所       |
| --------------------- | ---------- | ----- | ---------- |
| 2025年1月28日-3月16日 | 《Anna X》 | Ariel | LG藝術中心 |

## 音樂作品
| 年份   | 曲目                                  | 收錄專輯                   |
| ------ | ------------------------------------- | -------------------------- |
| 2020年 | 紅色書包（빨간 책가방）               | 《Good Casting》OST Part.4 |
| 2020年 | 紅色書包（빨간 책가방）Live Band Ver. | 《Good Casting》OST        |

## 綜藝節目

### 固定出演
播放中 

| 年份   | 日期 / 集數        | 電視台 | 節目             |
| ------ | ------------------ | ------ | ---------------- |
| 2018年 | 9月13日－ 10月25日 | SBS    | 無確幸           |
| 2019年 | 3月16日－ 9月7日   | tvN    | 傻瓜們的監獄生活 |
| 2019年 | 9月26日－ 11月21日 | tvN    | 西伯利亞先遣隊   |
| 2020年 | 10月23日－11月13日 | tvN    | 三個笨蛋         |
| 2021年 | 4月10日－ 6月26日  | MBN    | 全國各地Cook     |
| 2021年 | 6月25日－ 10月1日  | tvN    | 第六感2          |
| 2022年 | 3月18日－ 6月17日  | tvN    | 第六感3          |
| 2022年 | 10月3日－ 12月12日 | Mnet   | Artistock Game   |
| 2024年 | 1月23日－ 2月13日  | ENA    | I am Ground      |

## 主持及電台節目

### 主持節目
| 年份   | 日期              | 電視台 | 節目 / 典禮             | 備註 |
| ------ | ----------------- | ------ | ----------------------- | ---- |
| 2019年 | 12月4日           | Mnet   | 2019 MAMA               |      |
| 2020年 | 9月3日－10日      | SBS    | Interview Game          |      |
| 2020年 | 12月6日           | Mnet   | 2020 MAMA               |      |
| 2020年 | 12月31日          | KBS    | KBS演技大獎             |      |
| 2021年 | 11月19日－12月5日 | MBC    | 2021 給孩子新生慈善晚會 |      |

## 獎項
| 年份   | 頒獎典禮                   | 獎項                                  | 作品              | 結果 |
| ------ | -------------------------- | ------------------------------------- | ----------------- | ---- |
| 2012年 | KBS演技大獎                | 男子助演獎                            | 善良的男人        | 提名 |
| 2013年 | 第2屆APAN Star Awards      | 男子新人賞                            | 張玉貞，為愛而生  | 提名 |
| 2013年 | MBC演技大獎                | 男子新人獎                            | 愛能給別人嗎      | 獲獎 |
| 2015年 | KBS演技大獎                | 最佳情侶獎(與蔡秀彬)                  | 青鳥之家          | 提名 |
| 2017年 | SBS演技大獎                | 水木劇部門 男子優秀演技獎             | 當你沉睡時        | 獲獎 |
| 2017年 | SBS演技大獎                | 年度角色獎                            | 當你沉睡時        | 提名 |
| 2019年 | 第27屆大韓民國文化演藝大獎 | 電視部門 男子最優秀演技獎             | 平日下午3點的戀人 | 獲獎 |
| 2019年 | 第8屆韓國最佳明星獎        | 最佳電視劇明星獎                      | 平日下午3點的戀人 | 獲獎 |
| 2020年 | KBS演技大獎                | 長篇電視劇部門 男子優秀演技獎         | 結過一次了        | 獲獎 |
| 2020年 | KBS演技大獎                | 最佳情侶獎(與李珉廷)                  | 結過一次了        | 獲獎 |
| 2020年 | KBS演技大獎                | 男子人氣獎                            | 結過一次了        | 獲獎 |
| 2020年 | SBS演技大獎                | 題材及動作迷你劇部門 男子最優秀演技獎 | Good Casting      | 提名 |
| 2021年 | 第7屆APAN Star Awards      | 連續劇 男子最優秀演技賞               | 結過一次了        | 獲獎 |
| 2021年 | MBC演技大獎                | 迷你劇部門 男子優秀演技獎             | 直到瘋狂          | 獲獎 |
| 2023年 | KBS演技大獎                | 迷你電視劇部門 男子優秀演技獎         | 純情拳擊手        | 提名 |
| 2023年 | KBS演技大獎                | 男子網路人氣獎                        | 純情拳擊手        | 獲獎 |

## 粉絲見面會
| 年份   | 月份 | 地點     |
| ------ | ---- | -------- |
| 2012年 | 10月 | 日本東京 |
| 2014年 | 5月  | 香港     |
| 2018年 | 8月  | 日本東京 |
| 2023年 | 3月  | 日本東京 |

## 腳註
1. ↑  參知公派第34代孫
2. ↑  為漢字正名，參見Instagram個人簡介
3. ↑  《Signal》Ep.9-11
4. ↑  《Running Man》Ep.391
5. ↑  《第六感2》Ep.4
6. ↑  原定於2019年播出但因內部因素導致延遲，因此播出時間與鄰台《結過一次了》重疊。

## 外部連結
- 李相燁的Instagram帳戶
- 李相燁的X（前Twitter）
- 李相燁的新浪微博
- 李相燁在NAVER上的资料
- 李相燁在韩国电影数据库（KMDb）上的資料（韓語）
- 李相燁在互联网电影资料库（IMDb）上的資料（英文）
- 李相燁在HanCinema的頁面（英文）
- 官方Daum Cafe （页面存档备份，存于）